# Ettore Tito

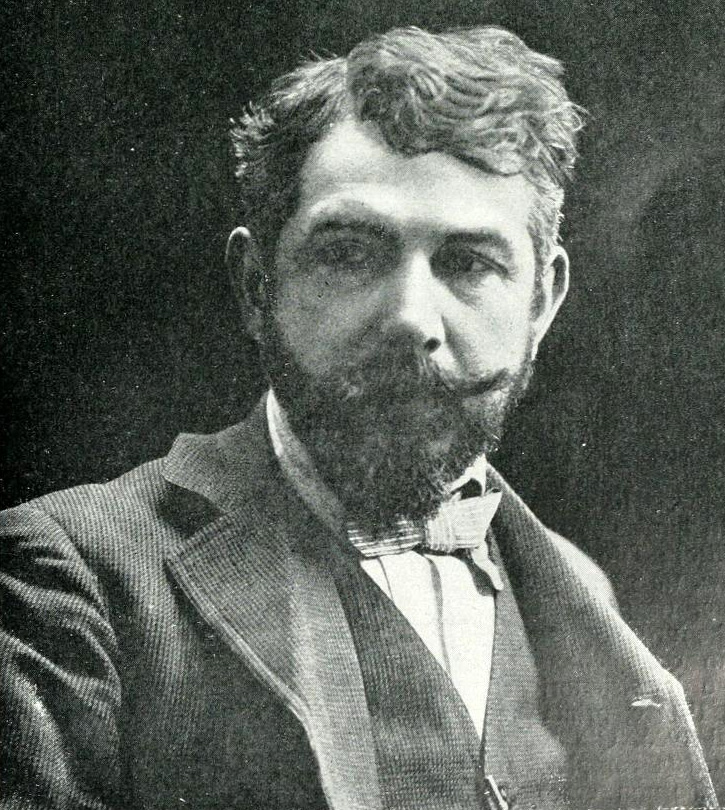
Ettore Tito um 1919

Ettore Tito (* 17. Dezember 1859 in Castellammare di Stabia; † 26. Juni 1941 in Venedig) war ein venezianischer Maler und Bildhauer. Er schuf vor allem Werke wie Porträts, Veduten und Landschaftsbilder, aber auch mythologische und religiöse Werke, die von den Werken der späteren Republik Venedig inspiriert waren.

## Leben und Werk

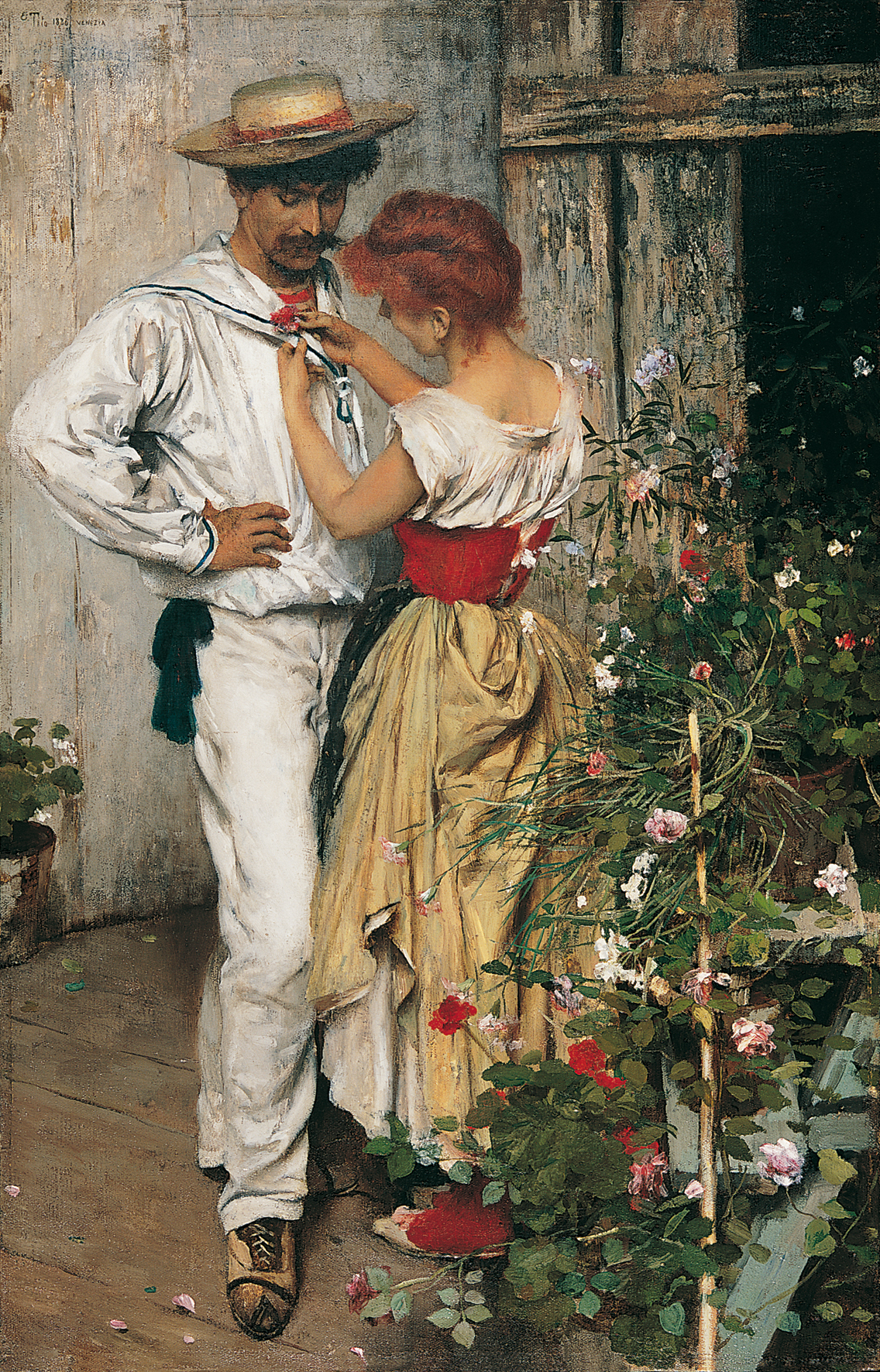
La mia rossa, 1888

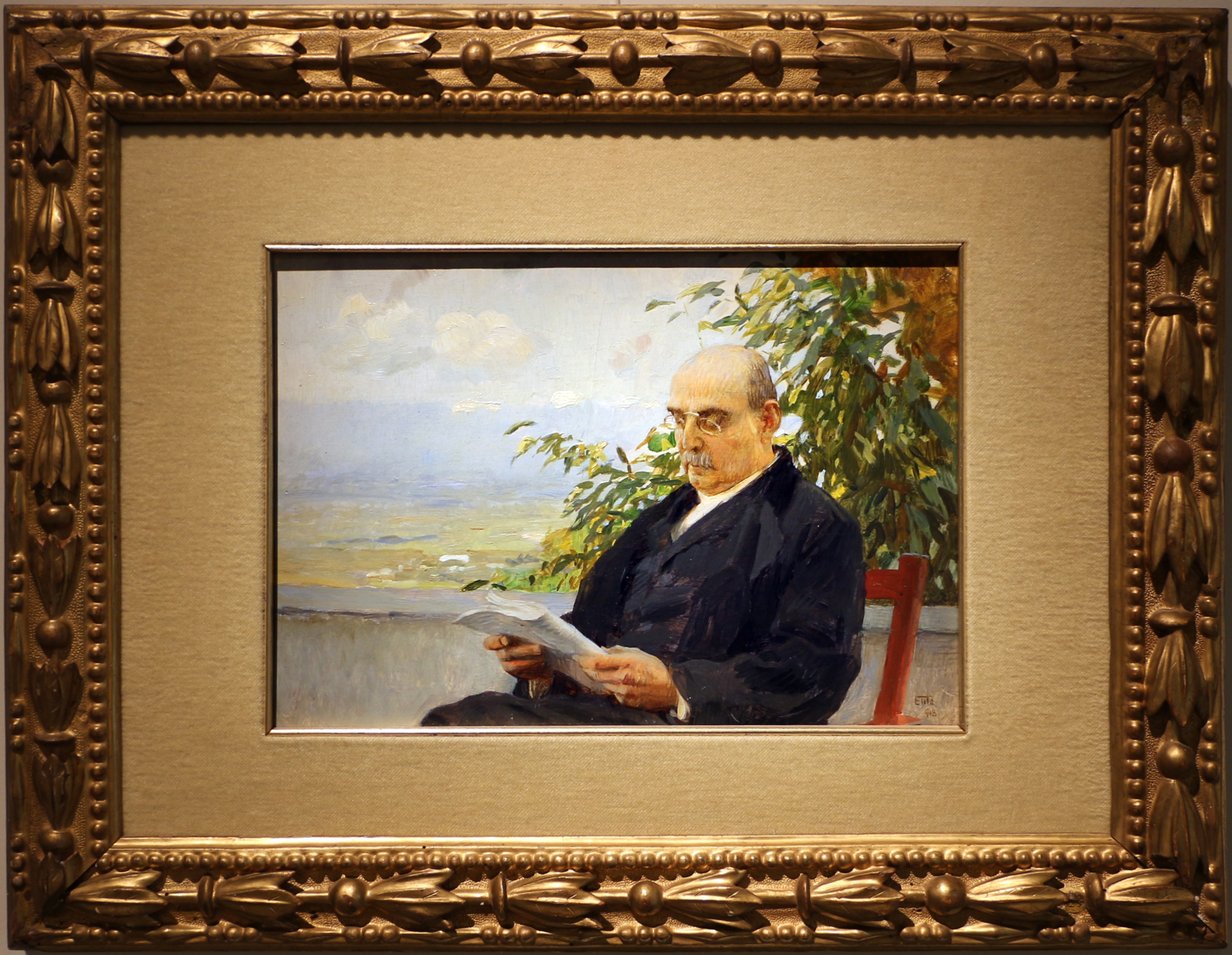
Porträt von Corrado Ricci

Ettore Tito wurde 1859 als Sohn eines Apuliers und einer venezianischen Mutter in Kampanien geboren. 1867 zog die Familie Tito, die in der Lagunenstadt noch immer Wurzeln besaß, nach Venedig, wo Ettore mit 12 Jahren die Accademia di belle arti di Venezia bei Pompeo Molmenti besuchte, dessen Schüler er wurde. An der Accademia gewann er im Bereich Pittura di Storia mit La presa del castello d'Arezzo da parte del duca Valentino den ersten Preis.
Als Werk für die Biennale legte er 1887 das Gemälde Pescheria vecchia vor, das sich heute in der römischen Galleria Nazionale d'Arte Moderna e Contemporanea befindet, die es seinerzeit erwarb. Bereits zuvor hatte er in Neapel von dem holländischen Maler Van Haanen Aufträge erhalten. Danach ging er nach Rom, wo er sein Handwerk an der französischen Akademie vervollkommnete. 1895 kehrte er nach Venedig zurück, lebte jedoch wegen des Kriegsgeschehens ab 1915 wieder in Rom, wo er Aufträge für die Villa Berlinghieri erhielt. Während seines zweiten Venedigaufenthalts stellte er auf der Biennale Sulla laguna vor, das sich heute in der Ca’ Pesaro befindet; 1901 wartete er mit Sorgente auf, einer weiblichen Skulptur. Mit La nascità di Venere, die Geburt der Venus, wechselte Tito 1903 endgültig in den Bereich der Mythologie, ließ sich dabei aber auch vom französischen Impressionismus beeinflussen.
Nach dem Zusammenbruch des Glockenturms auf dem Markusplatz malte er nach dessen Wiedererrichtung L'inaugurazione del campanile di San Marco, 1912 ein Monumentalbild, Öl auf Leinwand, mit den Maßen 300 × 320 cm. 1914 erhielt er eine eigene Ausstellung auf der Biennale, in Rom stellte er in der Galleria Pesaro 63 seiner Werke aus. Sein Selbstporträt gelangte in die Uffizien, in die Collezione del Corridoio Vasariano.
1933 erhielt er den Auftrag, die Decke der Scalzi-Kirche (Santa Maria di Nazareth) auszumalen, wo er ein Werk des Giambattista Tiepolo ersetzte, das 1917 während des Ersten Weltkriegs durch eine Bombe zerstört worden war. Dort ersetzte er jedoch das Tiepolowerk Il Trasporto della Santa Casa di Loreto durch sein eigenes Opus La Gloria di Maria trionfante sull'eresia di Nestorio dopo il trionfo del Concilio di Efeso. Bei dem Werk, das mehr als 100 m² Fläche maß, halfen ihm sein Sohn Luigi, der gleichfalls Maler war, und Giovanni Majoli.
Tito erhielt eine lange Reihe von Aufträgen, darunter für den Palazzo D'Anna Viaro Martinengo Volpi di Misurata (heute Palazzo Vendramin-Calergi), für Giuseppe Volpi, aber auch im Palazzo Barbarigo della Terrazza, wo er Ereignisse aus der Geschichte der Familie Loredan darstellte, darunter ein Porträt des Dogen Leonardo Loredan. Tito unterhielt gute Kontakte zur britisch-amerikanischen Kolonie in Venedig. Er hinterließ einige Karikaturen im Gästebuch der Isabella Stewart Gardner. 1936 erhielt er eine letzte persönliche Ausstellung anlässlich der 20. Biennale. Dort nahm er 1940 zum letzten Mal teil, wobei er sein Werk I maestri veneziani ausstellte.
Tito lehrte von 1894 bis 1927 an der Accademia di Belle Arti, schuf als Bildhauer und Maler zahlreiche Werke im traditionellen und populären Stil der Epoche. Davon finden sich einige in der Collezione Antonveneta. 1897 gewann er den ersten Preis bei der Biennale di Venezia, ähnlich in Wien und München sowie in Paris, wo er 1900 die Goldmedaillen errang. 1926 wurde er Mitglied der königlichen Accademia d’Italia, 1929 „Accademico d'Italia“.
Anfangs vom Verismus angezogen, insbesondere von Giacomo Favretto, orientierte sich Tito bald an den Meistern des Cinque-, Sei- und Settecento, also der Epoche zwischen dem 16. und dem 18. Jahrhundert. Dabei setzte er auf die akzeptierten dekorativen Formen und auf lebhafte Farben. Daneben war er von nordischen und auch japanischen Künstlern beeinflusst.
Beigesetzt wurde der 1941 verstorbene Tito in einer Kapelle der Scalzi-Kirche.